# Diego Moreno
Diego Fernando Moreno Quintero, noto semplicemente come Diego Moreno (Apartadó, 27 febbraio 1996), è un calciatore colombiano, centrocampista dell'Independiente Medellín.

## Caratteristiche tecniche
È un mediano.

## Carriera
Cresciuto nel settore giovanile dell'Envigado, ha esordito in prima squadra il 7 agosto 2014 disputando l'incontro di Copa Colombia perso 2-1 contro il Jaguares. Nel 2019 si è trasferito all'Atlético Huila e l'anno seguente è approdato in Europa, firmando con i portoghesi del Marítimo.